# رادینو
رادینو (به بلغاری: Radino) یک منطقهٔ مسکونی در بلغارستان است که در تریاونا واقع شده‌است.